# Thomas Charles Banfield
Pour les articles homonymes, voir Banfield.
Thomas Charles Banfield, né en 1795 à Londres et mort en 1880, est un économiste britannique.

## Biographie
Pendant plusieurs années, Banfield fut le précepteur du prince Maximilien de Bavière.
Dans les années 1840, il s'est fait connaître par son cours d'économie politique à l'Université de Cambridge, où il a professé des doctrines libérales tout en réfutant la théorie de la rente de Ricardo.
En 1846, Robert Peel le nomma secrétaire du conseil privé de la reine Victoria.
Outre de nombreux articles dans le Mining Journal, l'Anti-Slavery Reporter et le Statistical Companion, il a fait publier en 1844 The Organisation of Industry, un recueil de plusieurs de ses cours, traduit en français en 1851 par Émile Thomas, puis Industry of the Rhine en 1846.